# Provincia de Río Grande del Sur
La provincia de San Pedro de Río Grande del Sur (en portugués: província de São Pedro do Rio Grande do Sul) fue una unidad administrativa y territorial del Imperio del Brasil, fundada el 28 de febrero de 1821 a partir de la capitanía de Río Grande del Sur. Luego de la proclamación de la República el 15 de noviembre de 1889 pasó a convertirse en el actual estado de Río Grande del Sur.
Entre 1835 y 1845 de su territorio fue escindida la República Riograndense, volviendo a integrarse en paz. La provincia acordó sus fronteras territoriales con Uruguay en 1850.  Con la proclamación de la República del Brasil el 15 de noviembre de 1889, se convertiría en el actual estado de Río Grande del Sur.